# Marea Atlántica
Marea Atlántica è un partito politico spagnolo, considerato "movimento politico di cittadini di sinistra", realizzato nella città di La Coruña, che mira a costruire una proposta di convergenza politica in vista delle elezioni comunali del maggio 2015.

## Storia

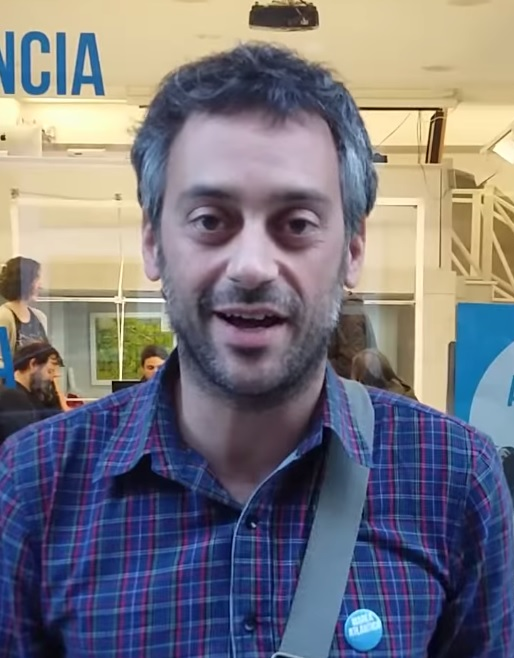
Xulio Ferreiro, leader di Marea Atlántica

La presentazione formale si è svolta il 22 luglio 2014. Il 26 settembre il suo manifesto ha raggiunto 2.500 firme, una condizione che ha segnato il processo per proseguire e formare una candidatura unitaria. Nel movimento hanno partecipato vari partiti politici, come Esquerda Unida (denominazione galiziana), Anova-Irmandade Nacionalista, Impegno per Galizia, Podemos o Equo.

### En Marea
En Marea (IPA: [eŋ maˈɾɛɐ]), in gallego letteralmente "in massa", è un partito politico di Sinistra attivo in Galizia, regione autonoma della Spagna Atlantica. Nata come coalizione a seguito della collaborazione di diversi soggetti politici della Sinistra e dell'autonomismo galiziano in occasione delle elezioni municipali di maggio 2015. Uno di questi soggetti politici è Marea Atlántica.